# Скотлънд (окръг, Мисури)
Окръг Скотлънд (на английски: Scotland County в превод Шотландия) е окръг в щата Мисури, Съединени американски щати. Площта му е 1137 km², а населението - 4983 души (2000). Административен център е град Мемфис. Окръгът е наречен на държавата Шотландия.